# Lange Dammwiesen und Unteres Annatal
Lange-Damm-Wiesen und Unteres Annatal (ⓘ) ist ein 1,26 Hektar großes Naturschutzgebiet in Brandenburg. Das Naturschutzgebiet Lange-Damm-Wiesen und Unteres Annatal wird vom NABU-Regionalverband Strausberg-Märkische Schweiz gemanagt und betreut.

## Lage
Die Lange-Damm-Wiesen und das Untere Annatal liegen in der Ostbrandenburgischen Platte, die einen Ausschnitt aus dem Jungmoränenland des Norddeutschen Flachlandes bildet. Die Oberflächengestalt der Ostbrandenburgischen Platte wurde in der Weichseleiszeit geprägt. Eine geologische Besonderheit sind die im Naturschutzgebiet zu findenden Oser, die dem Gebiet als „lange Dämme“ seinen Namen gaben.

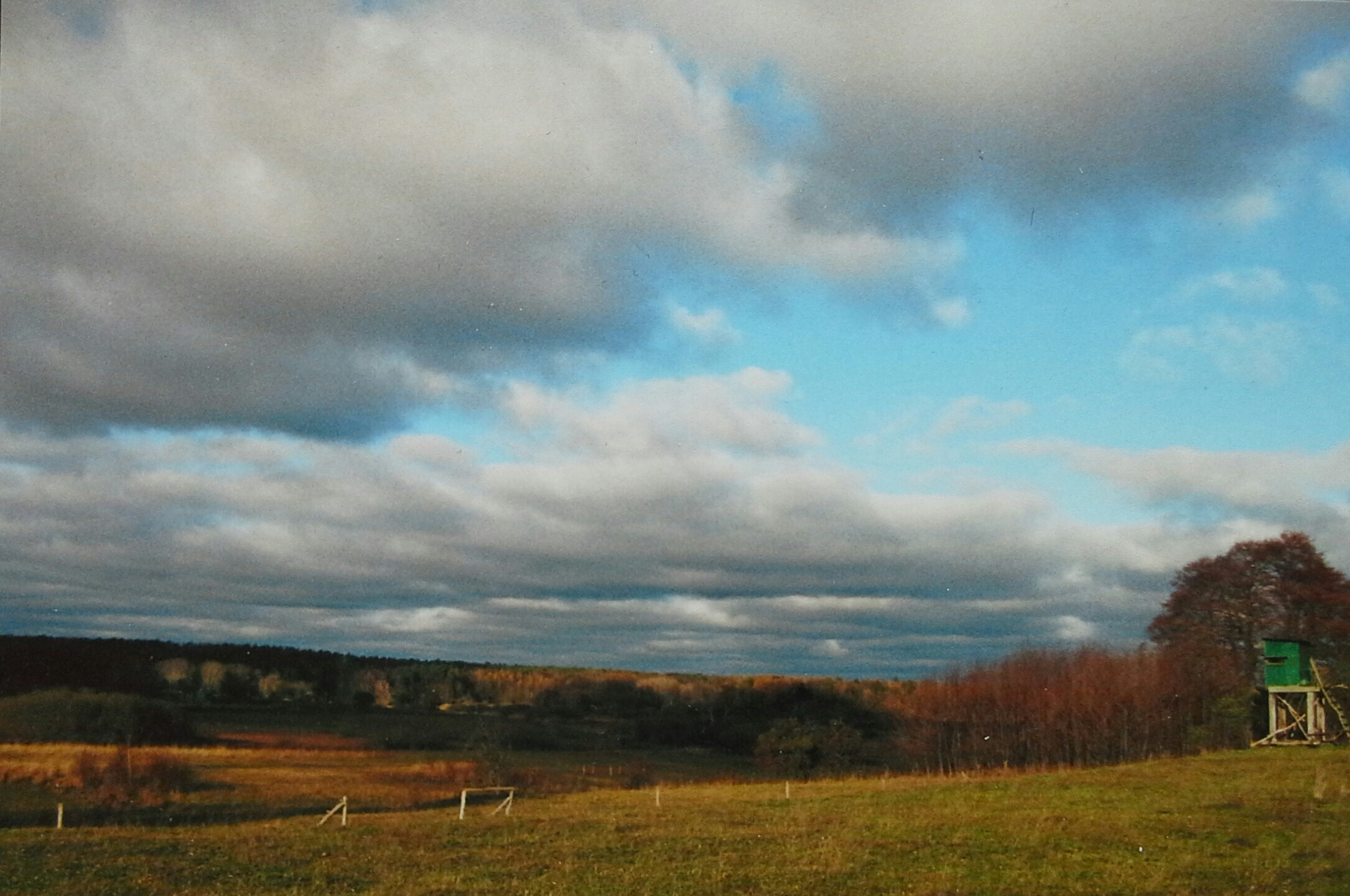
Blick vom Ortsrand Hennickendorf nach Norden über die Langen Dammwiesen.

## Landschaftsgeschichte
Die Wälder der Hochflächen des Gebietes dienten schon vor dem Dreißigjährigen Krieg der Waldweide. Demgegenüber war bis Mitte des 17. Jahrhunderts die Niederung dicht bewachsen und deshalb als Weide nicht nutzbar. Menschen aus dem Dorf Strausberg nutzten bei Kriegsgefahr dieses Gebiet unter dem Namen „Hennickendorfer Winkel“ als Versteck. Nach dem Dreißigjährigen Krieg war die Verteilung des Geländes an Bürger der Ausgangspunkt für die Wiesennutzung.
Anfang des 18. Jahrhunderts begann mit der Anpflanzung von Kiefern. Durch Raubbau an den Eichenbeständen waren Freiflächen entstanden und es begann die Forstwirtschaft im Strausberger Stadtforst. Den gravierendsten Eingriff im 19. Jahrhundert stellte die Seespiegelabsenkung des Stienitzsees um 2,5 Meter dar. Zum einen wurde dadurch südlich von Torfhaus neues Land gewonnen, zum anderen hatte die Seespiegelabsenkung sicherlich Auswirkungen auf die Grundwasserstände in den Wiesen bis zu den südlichen Hügeln und möglicherweise auch auf das Kleinklima.
Weitere relevante Nutzungen in den letzten Jahrhunderten waren Eisenbahnbau, Ackernutzung, Sand- und Kiesabbau, Gasleitungsbau, militärische Nutzung und Abwasserverrieselung. Noch Mitte der 1970er Jahre verlief am Ostrand des Gebiets ein Bahngleis von Strausberg-Vorstadt nach Hennickendorf.

## Naturschutz und Management
Im Naturschutzgebiet werden zum Teil mit Hilfe von Heckrindern die Wald- und Wiesenflächen auf natürliche Weise gepflegt. Im Idealfall könnten dort Tiere frei leben und ohne Einfluss von Menschen alle für den Erhalt der Grünflächen nötigen „Dienstleistungen“ übernehmen. Dank ihres Weideverhaltens werden beispielsweise Wiesen gemäht und Samen verteilt. Das hat bereits zu einer deutlichen Verbesserung des Gebietszustandes samt Populationszunahmen gefährdeter Arten und der Wiederentdeckung ausgestorben geglaubter Pflanzenarten geführt.

Ansichten
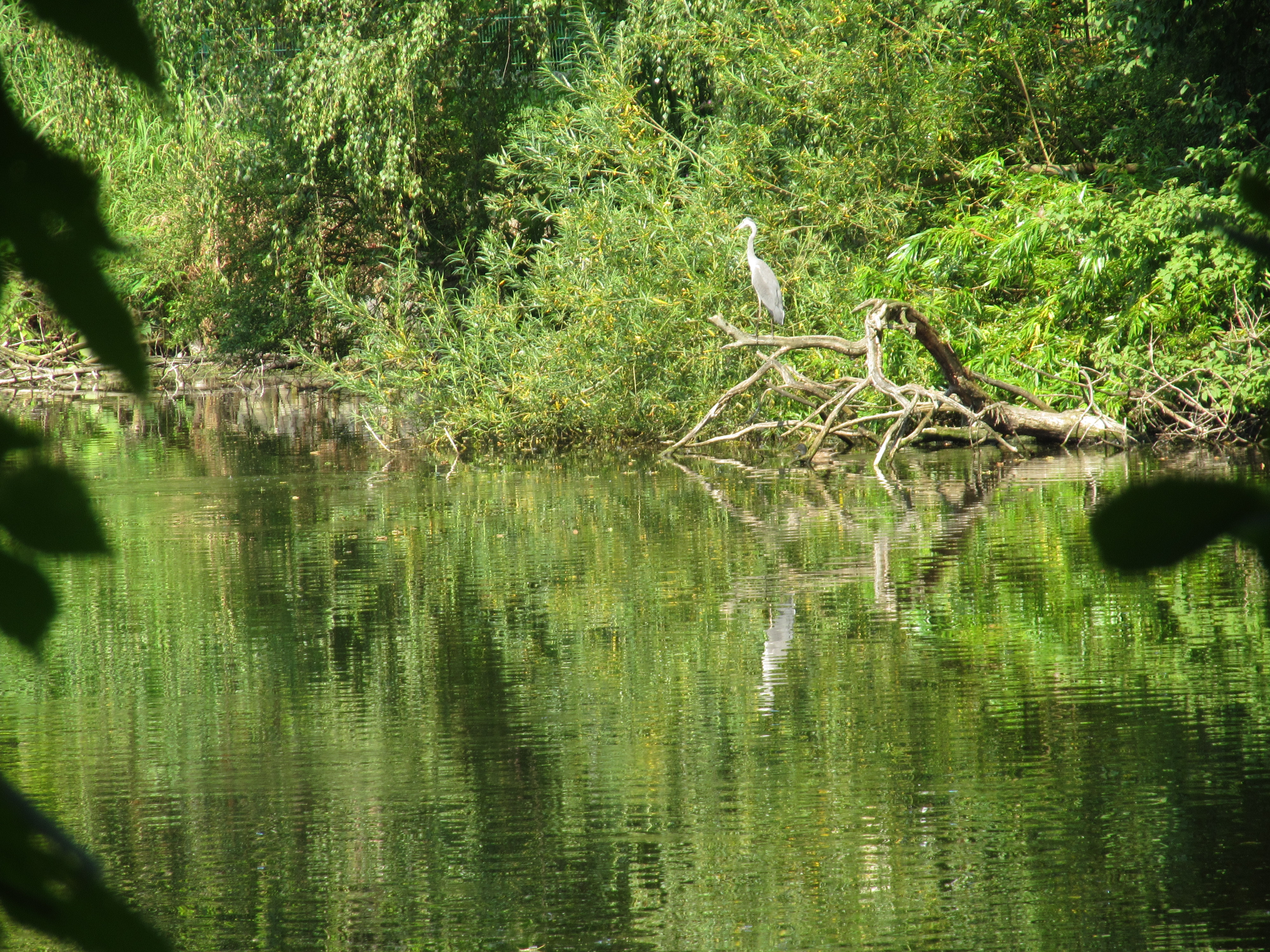
Im Annatal
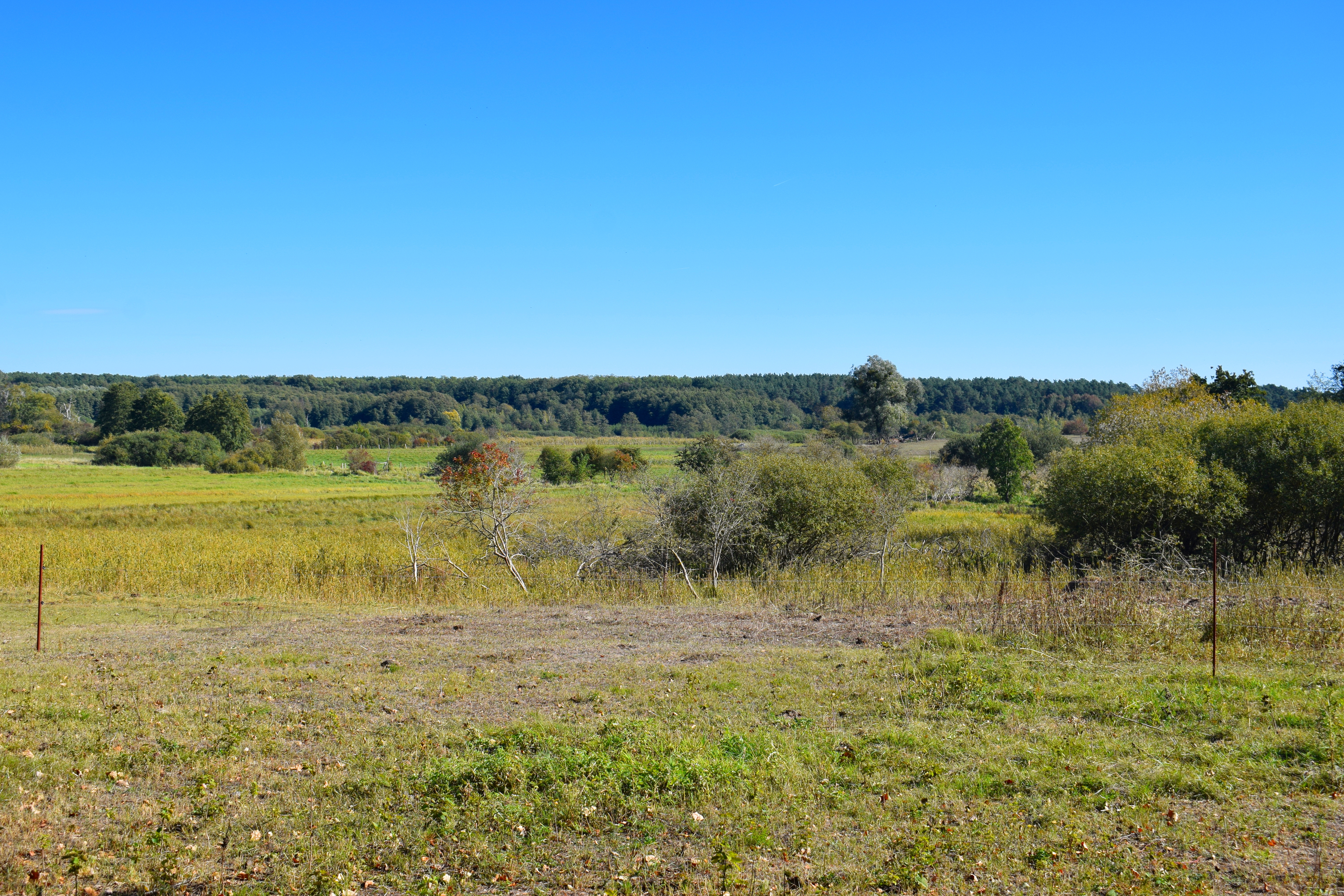
Lange Dammwiesen
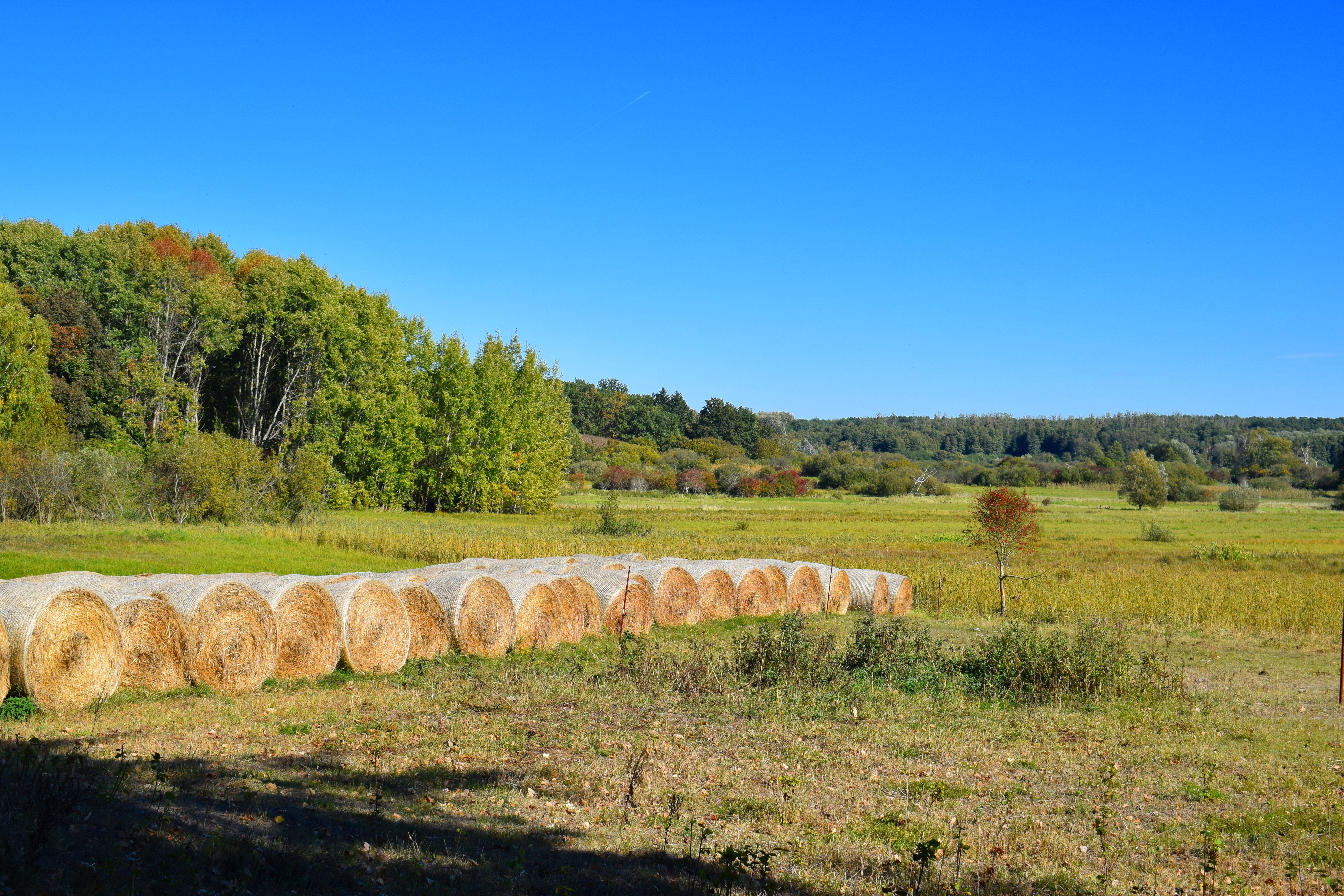
Lange Dammwiesen
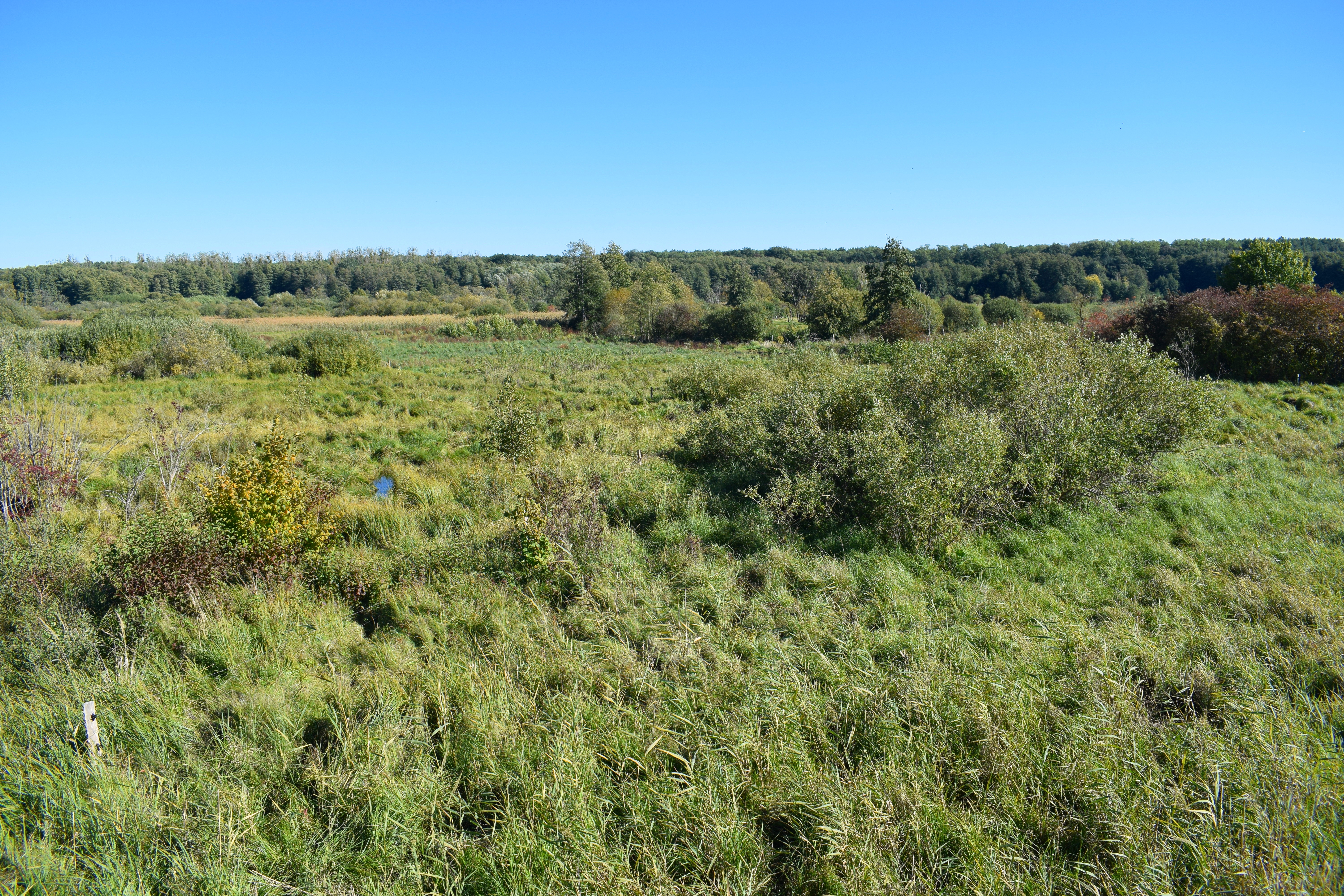
Lange Dammwiesen